# Wykrot (gmina Myszyniec)

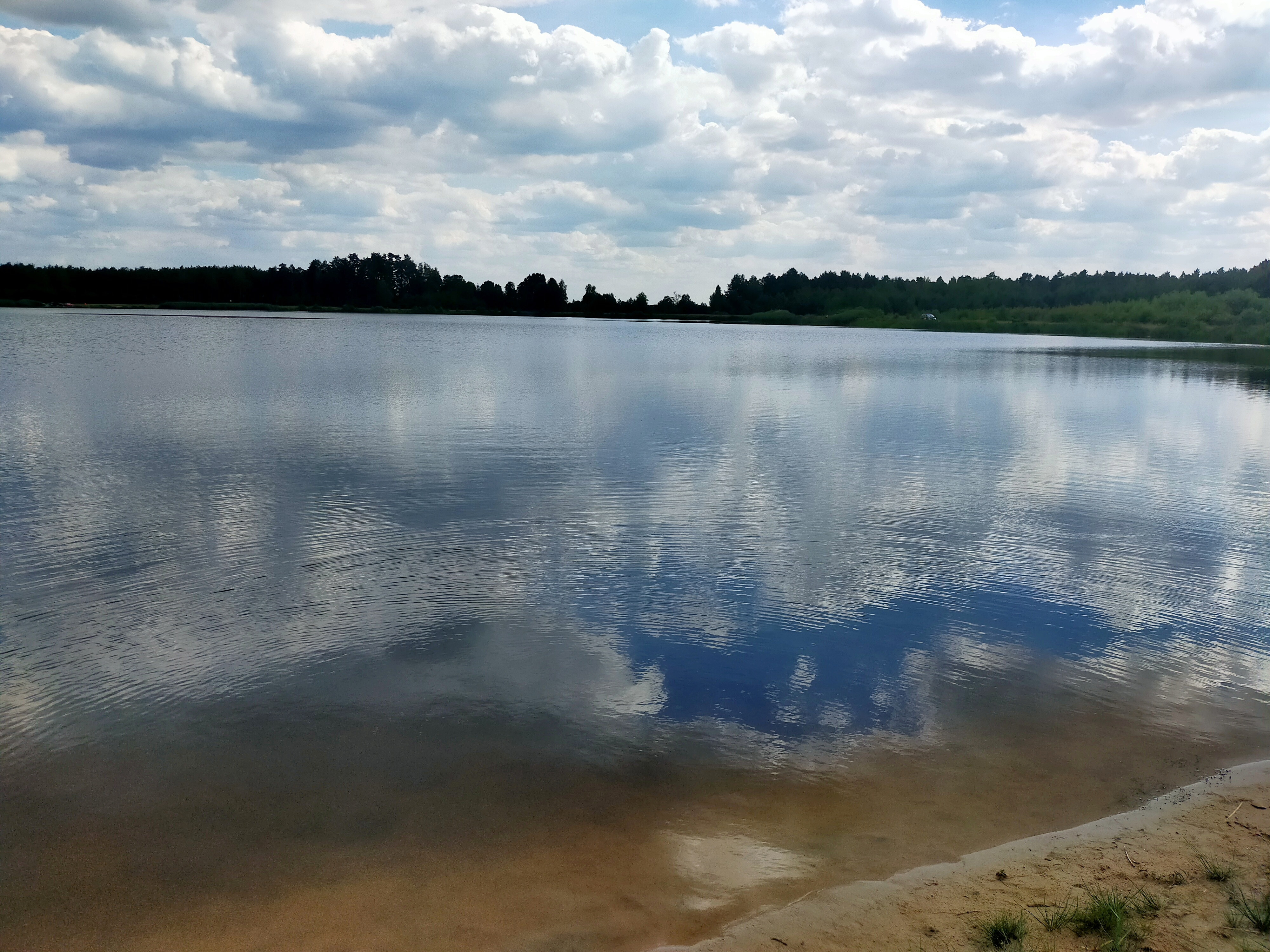
Widok na zalew w Wykrocie.

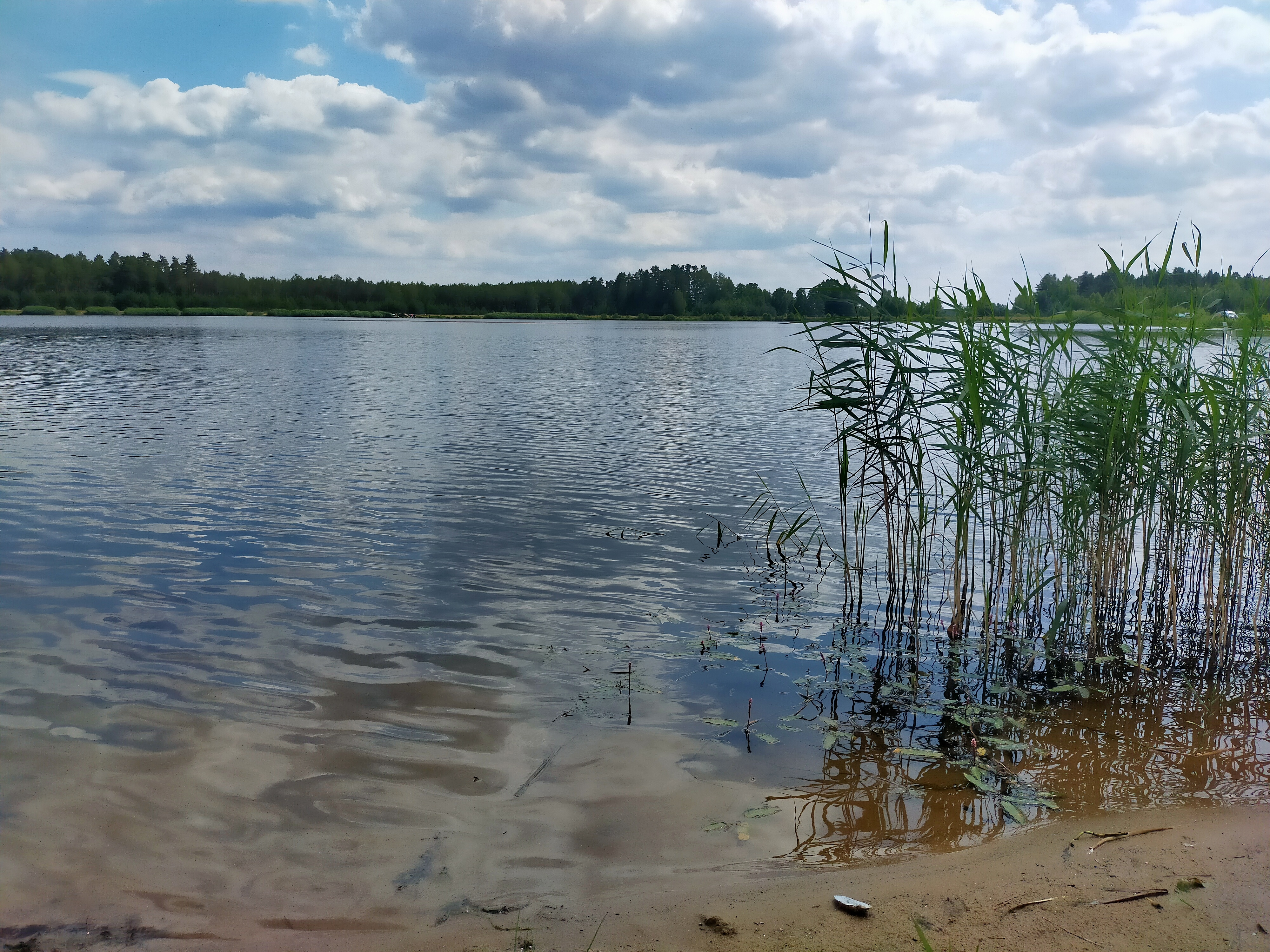
Widok na zalew

Wykrot – wieś sołecka w Polsce, położona w województwie mazowieckim, w powiecie ostrołęckim, w gminie Myszyniec. 
Nieopodal znajduje się sztuczny zbiornik wodny na rzece Rozodze.
Wierni Kościoła rzymskokatolickiego należą do parafii Trójcy Przenajświętszej w Myszyńcu.

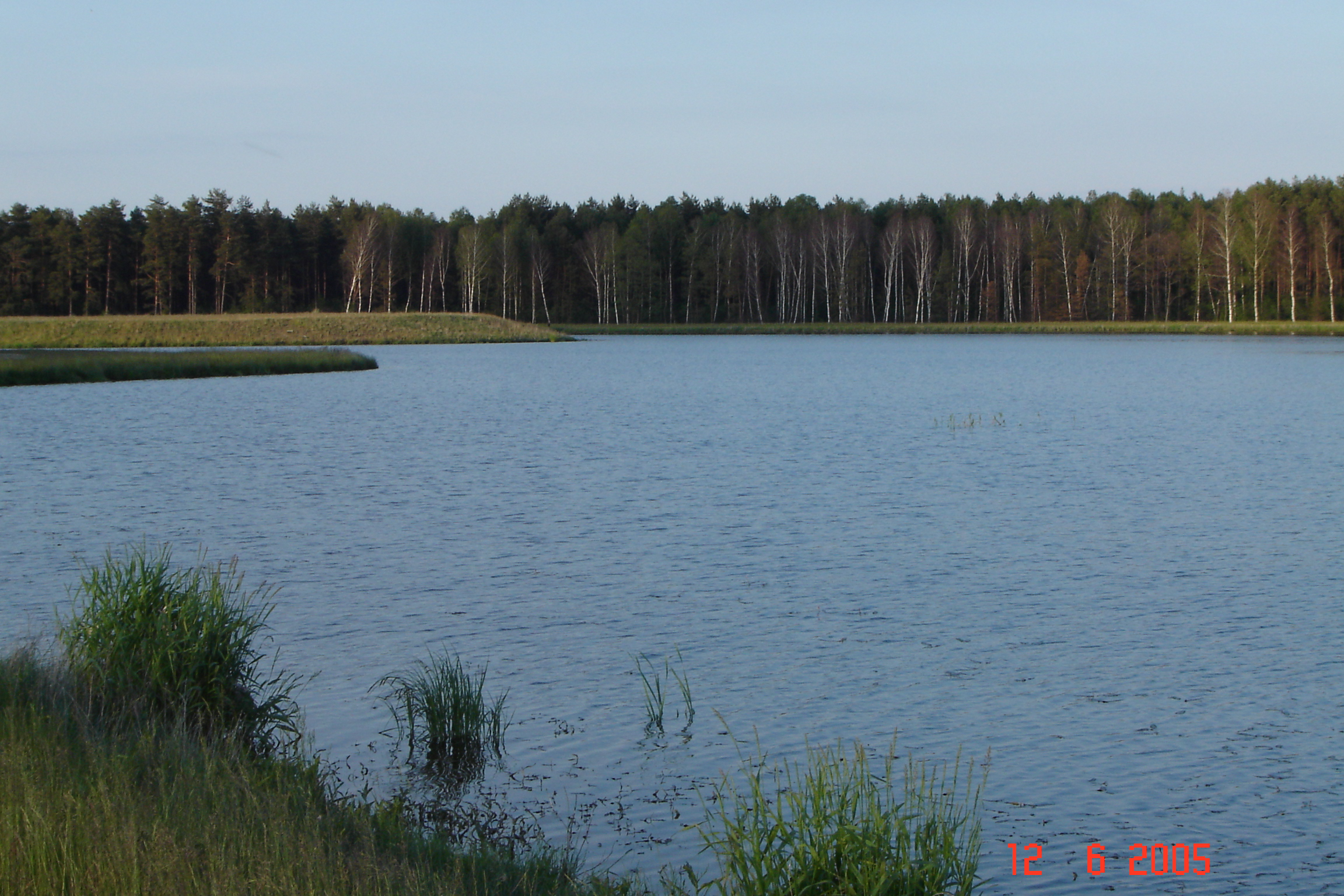
Zbiornik wodny na rzece Rozoga (Wykrot)

## Historia
W latach 1921–1931 wieś leżała w województwie białostockim, w powiecie ostrołęckim, w gminie Wach (od 1931 w gminie Myszyniec).
Według Powszechnego Spisu Ludności z 1921 roku wieś zamieszkiwało 810 osób, 806 było wyznania rzymskokatolickiego, 4 prawosławnego. Jednocześnie wszyscy mieszkańcy zadeklarowali polską przynależność narodową. Było tu 146 budynków mieszkalnych. Miejscowość należała do parafii rzymskokatolickiej w Myszyńcu. Podlegała pod Sąd Grodzki w Myszyńcu i Okręgowy w Łomży; właściwy urząd pocztowy mieścił się w Myszyńcu.
W wyniku agresji III Rzeszy na Polskę we wrześniu 1939 tereny byłej gminy znalazły się pod okupacją niemiecką i do wyzwolenia weszła w skład Landkreis Scharfenwiese, Regierungsbezirk Zichenau III Rzeszy.
W latach 1975–1998 miejscowość administracyjnie należała do województwa ostrołęckiego.